# Asłanbiek Chusztow
Asłanbiek Witaljewicz Chusztow (ros. Асланбек Витальевич Хуштов; ur. 1 lipca 1980 w Biełoglince) – rosyjski zapaśnik w stylu klasycznym, mistrz olimpijski, medalista mistrzostw świata, trzykrotny mistrz Europy. Z pochodzenia Kabardyjczyk.
Największym jego sukcesem jest złoty medal igrzysk olimpijskich w Pekinie w kategorii do 96 kg. W 2008 roku okazał się najlepszy w mistrzostwach Europy, a rok później ponownie zwyciężył w mistrzostwach Starego Kontynentu (wygrał również w 2010) i był trzeci w mistrzostwach świata.
Pierwszy w Pucharze Świata w 2008 i 2009. Trzeci na igrzyskach wojskowych w 2007. Wicemistrz Rosji w 2007 i trzeci w 2005, 2006 i 2011 roku.